# Automobiles Léon Bollée

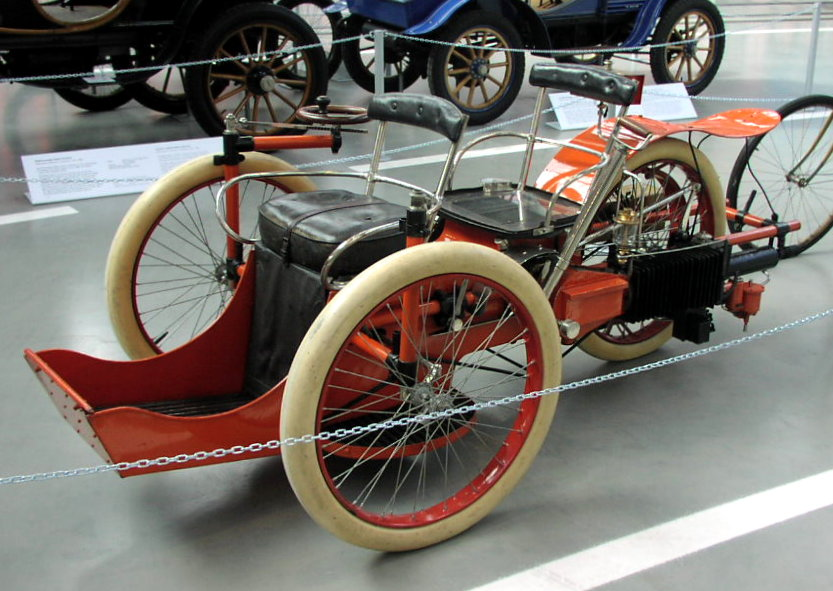
Das bekannteste Modell von Léon Bollée: Die Voiturette, namensgebend für viele kleine Fahrzeuge aus französischer Produktion.

Automobiles Léon Bollée war ein französischer Hersteller von Automobilen.

## Unternehmensgeschichte
Léon Bollée (1870–1913) gründete 1895 das Unternehmen in Le Mans und begann mit der Produktion von Automobilen. Der Markenname lautete Léon Bollée. Darracq war Lizenznehmer.
C. C. Worthington betrieb in New York City die Worthington Automobile Company. Er importierte von 1904 bis 1905 Fahrzeuge von Léon Bollée und vermarktete sie als Worthington-Bollée.
Nach dem Ersten Weltkrieg sank die Produktionszahl. Nach dem Tod von Léon Bollée 1913 führte seine Witwe zusammen mit Henri Péan und einem Herrn Faivre das Unternehmen. 1925 übernahm die Morris Motor Company das Unternehmen und benannte es in Morris Motors Ltd., Usines Léon Bollée um. Der neue Markenname lautete Morris-Léon Bollée. 1931 erfolgte eine erneute Umbenennung in Société Nouvelle Léon Bollée. Der Markenname lautete erneut Léon Bollée. 1933 endete die Produktion.

## Fahrzeuge

### Automobiles Léon Bollée (1895–1924)

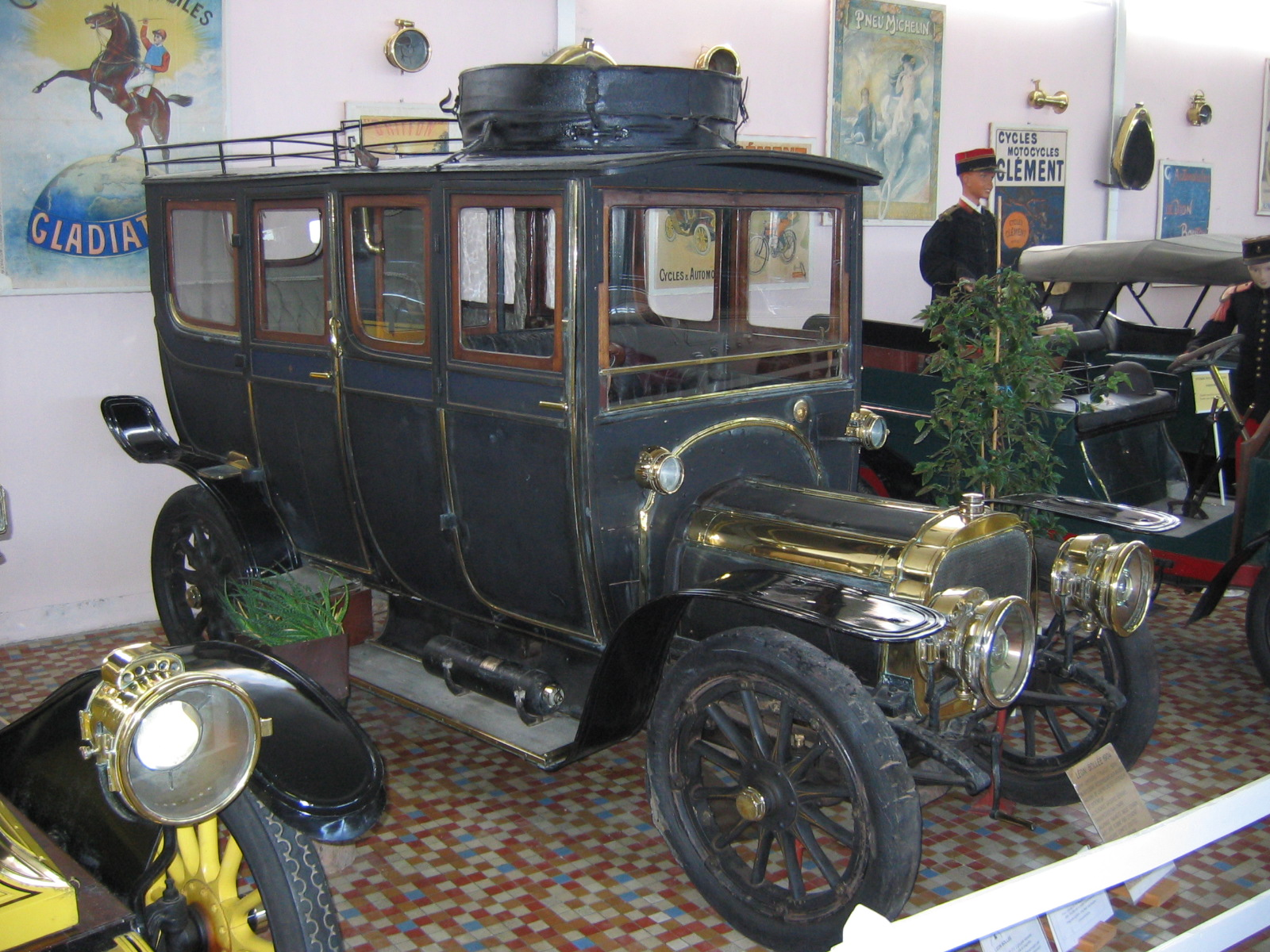
Léon Bollée 20 CV von 1904

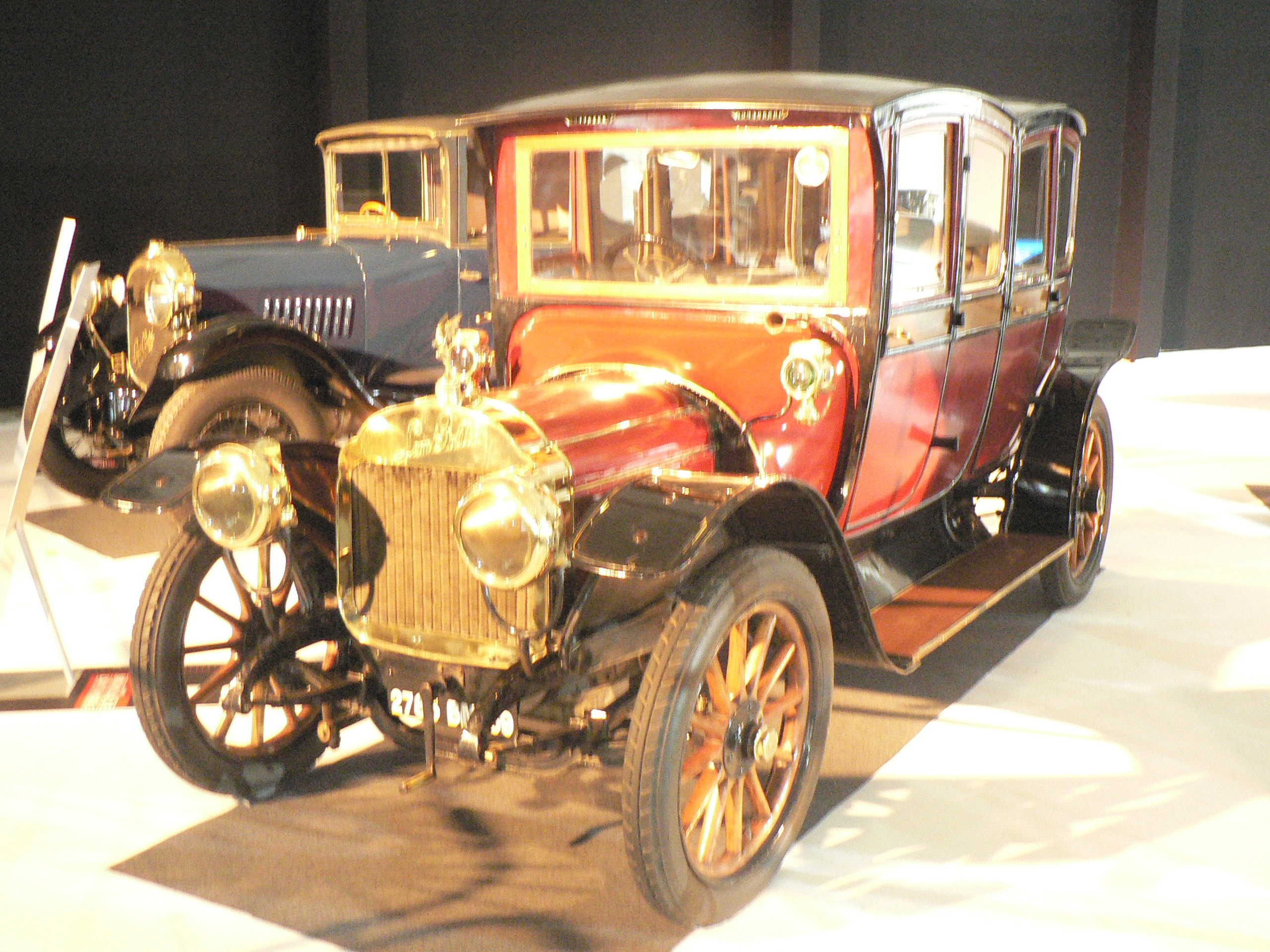
Léon Bollée G 1 von 1911

1895 entstand als erstes Fahrzeug ein Tricar, das Voiturette genannt wurde. Der Begriff Voiturette wurde später von vielen Herstellern für kleine Fahrzeuge verwendet. Für den Antrieb standen verschiedene luftgekühlte Einzylindermotoren mit 640 cm³, 692 cm³, 825 cm³ und 995 cm³ Hubraum zur Wahl, die zwischen 2 und 4 PS leisteten. Die Fahrzeuglänge betrug 2500 mm. Die Fahrzeuge hatten ein Dreiganggetriebe. Die erreichbaren Geschwindigkeiten in den Gängen lagen bei: 1. Gang 8 km/h, 2. Gang 16 km/h und 3. Gang 24 km/h. 1896 erwarb die British Motor Company Ltd. die Vertriebsrechte für Großbritannien.
Léon Bollée Tricar Voiturettes nahmen zwischen 1896 und 1899 an mehreren Rennen in Frankreich teil, z. B. Léon und Amedée Bollée am Rennen Paris-Marseille-Paris 1896; 1897 erreichte Jamin Klassensiege beim Rennen Paris-Dieppe und Paris-Trouville sowie beim Course de Côte de Chanteloup im November 1898. 1899 wurde diese Modellreihe eingestellt.
1899 folgten Voiturettes mit vier Rädern (Quadricycle), deren Rahmen auf denen des Tricars basierten und die wassergekühlte Einzylindermotoren hatten.
1902 ergänzten Modelle mit Vierzylindermotor und Kettenantrieb das Angebot. Das waren der 18/24 CV mit 3920 cm³ Hubraum, der 24/30 CV mit 4500 cm³ Hubraum, der 35/45 CV mit 7360 cm³ Hubraum und der 40/50 CV mit 8500 cm³ Hubraum. Ab 1908 wurde die Motorleistung mit einer Kardanwelle an die Hinterachse übertragen.
1910 wurden auf dem Pariser Autosalon drei Vierzylindermodelle vom 12 CV mit 2380 cm³ Hubraum bis zum 24/30 CV sowie drei Sechszylindermodelle vom 18 CV mit 3570 cm³ Hubraum bis zum 75 CV mit 11.940 cm³ Hubraum.

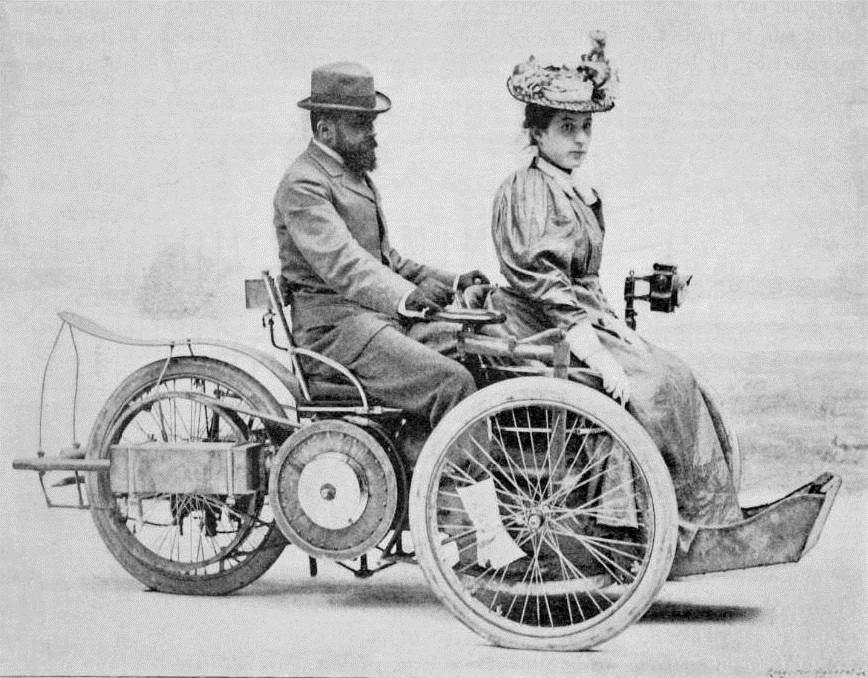
Léon u. Mme. Bollée auf Tricycle 3 CV (1897)
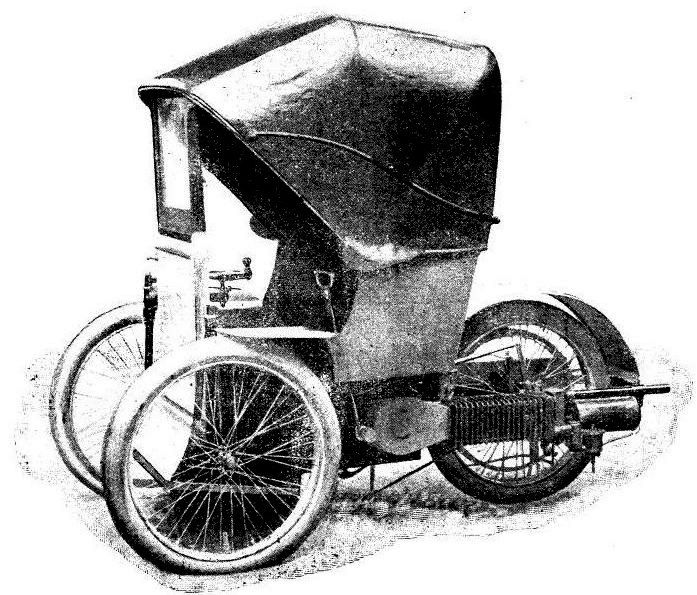
Tricycle 3 CV (1897), mit Verdeck
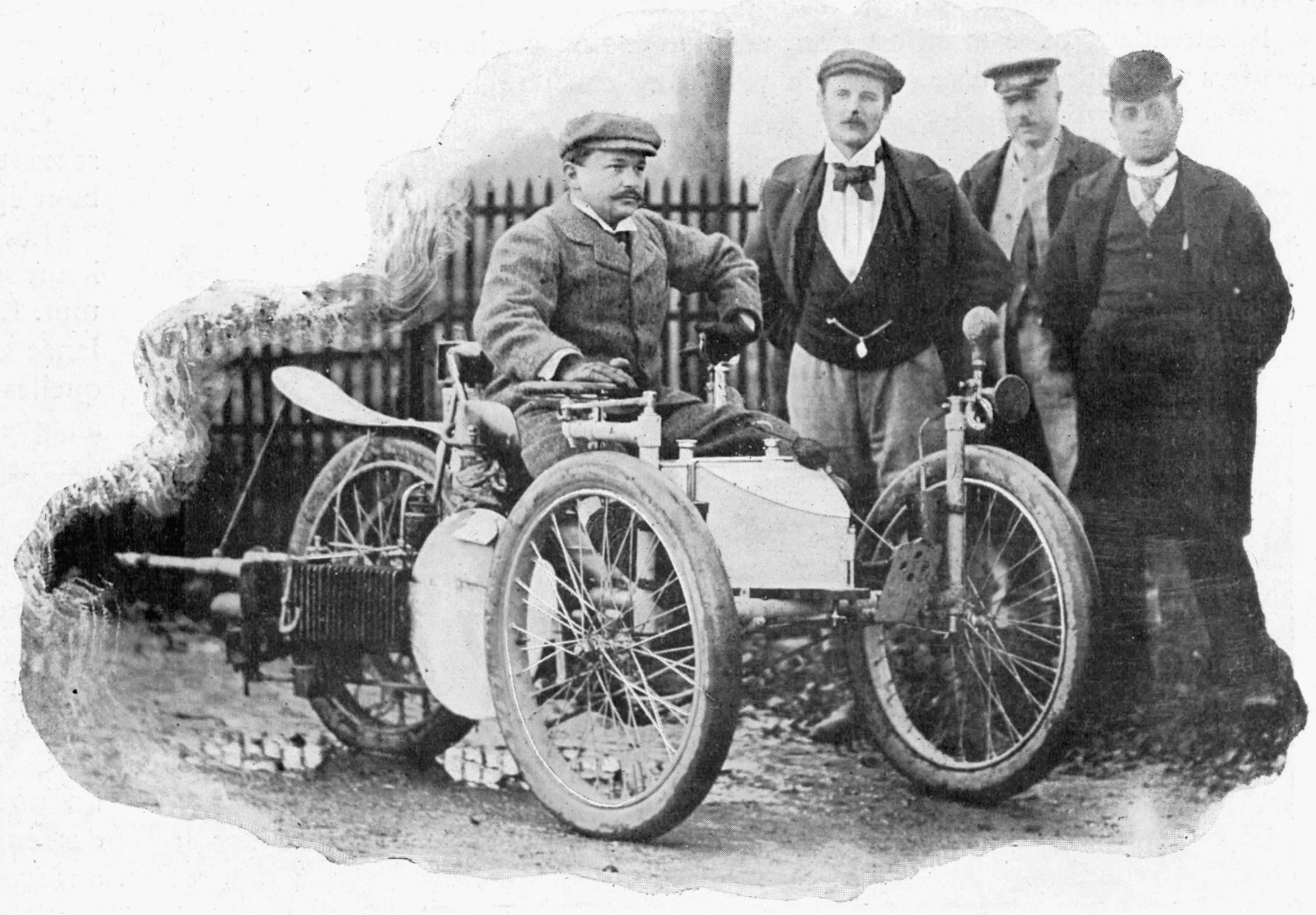
Jamin auf Tricycle 3 CV (1898 Côte de Chanteloup)
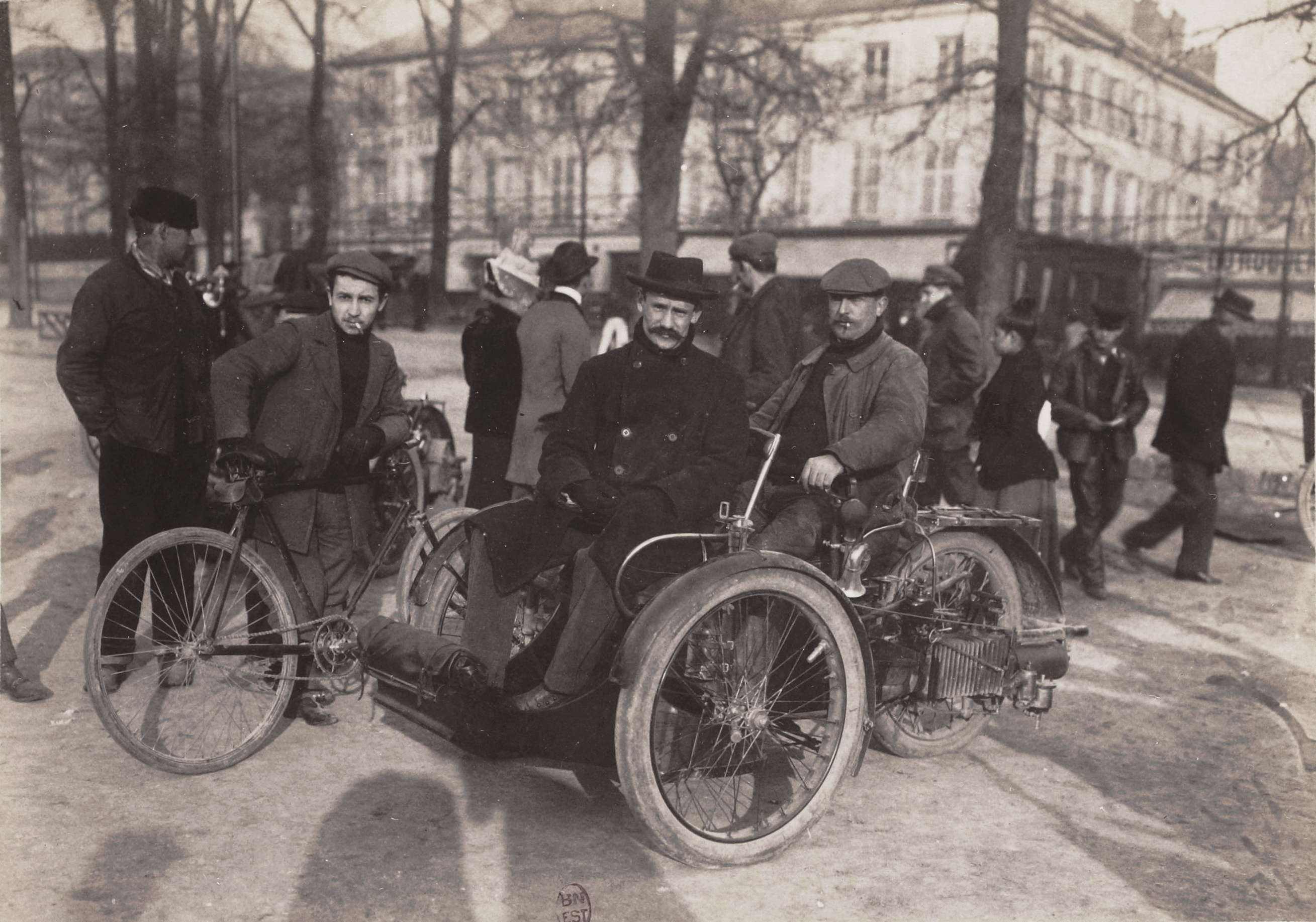
Wilfrid mit Tricycle 3 CV (1899 Course des voitures á réclamer)
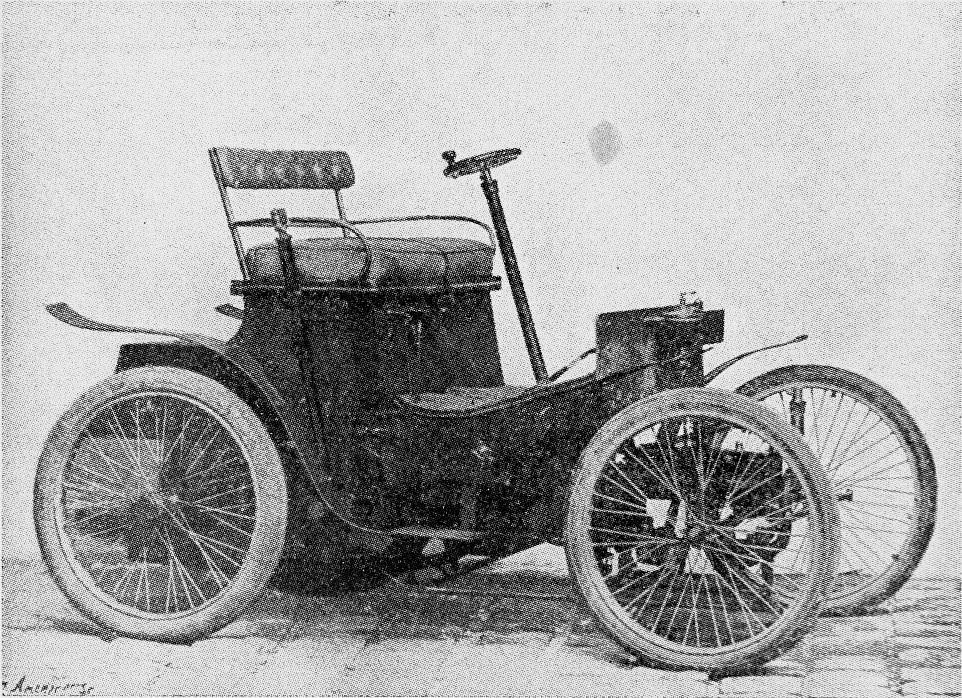
Quadricycle (1899)

Nach dem Ersten Weltkrieg wurden folgende Modelle und Typen angeboten:
- Typ G5: Gebaut 1919 bis 1920, 4 Zylinder, 80 mm Bohrung, 130 mm Hub, Hubraum 2615 cm³,
- Typ G6: Gebaut 1919 bis 1920, 4 Zylinder, 85 mm Bohrung, 130 mm Hub, Hubraum 2940 cm³,
- Typ G7: Gebaut 1919 bis 1920, 4 Zylinder, 95 mm Bohrung, 130 mm Hub, Hubraum 3672 cm³,
- Typ G8: Gebaut 1919 bis 1920, 6 Zylinder, 83 mm Bohrung, 110 mm Hub, Hubraum 3561 cm³[13][14]

Diese Typen wurden 1920 abgelöst durch eine neue Typenserie:
- Typ P (12CV): Gebaut 1921 bis 1925, 4 Zylinder, 80 mm Bohrung, 130 mm Hub, Hubraum 2615 cm³, Radstand 3130 mm[15][16],
- Typ H2 (15CV): Gebaut 1920 bis 1922, 4 Zylinder, 85 mm Bohrung, 130 mm Hub, Hubraum 2940 cm³, Radstand 2940 mm,
- Typ H3 (18CV): Gebaut 1920 bis 1921, 4 Zylinder, 95 mm Bohrung, 130 mm Hub, Hubraum 3672 cm³, Radstand 3020 mm,
- Typ G (18CV): Gebaut 1920 bis 1922, 6 Zylinder, 83 mm Bohrung, 110 mm Hub, Hubraum 3561 cm³, Radstand 3280 mm[17],
- Typ N (20CV): Löste den Typ G in der Produktion ab, gebaut 1922 bis 1924, 6 Zylinder, 80 mm Bohrung, 130 mm Hub, Hubraum 3918 cm³, Radstand 3600 mm,
- Typ M (10CV): Gebaut 1923 bis 1926, 4 Zylinder, 72 mm Bohrung, 120 mm Hub, Hubraum 1947 cm³, Radstand 3000 mm[18].

### Morris-Léon Bollée (1925–1931)

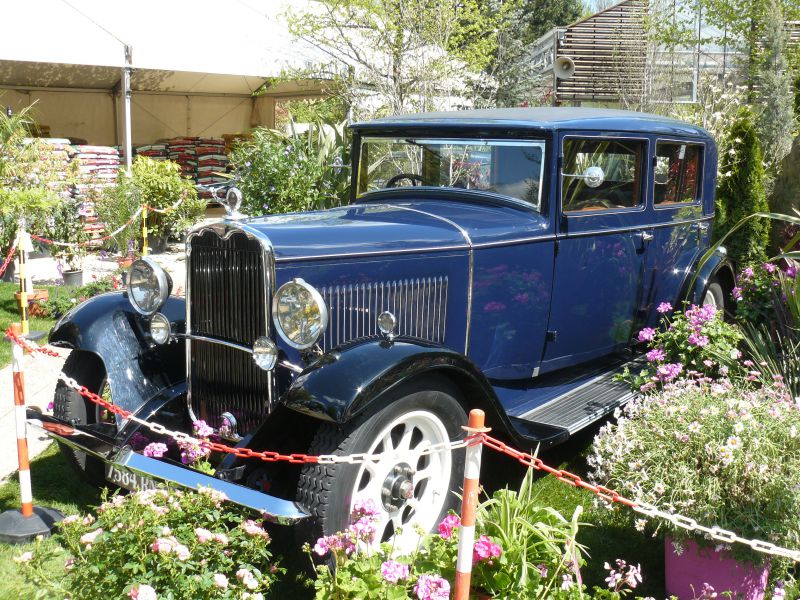
Morris-Léon Bollée

Das neue Basismodell 12 CV, auch MLB genannt, war eine englische Konstruktion. Hotchkiss lieferte den Vierzylindermotor mit 2402 cm³ Hubraum und OHV-Ventilsteuerung. Daneben stand auch ein Sechszylindermodell im Angebot. Der Preis für das Fahrgestell betrug 26.000 Französische Franc. Außerdem gab es ein Modell mit einem Achtzylinder-Reihenmotor mit 3072 cm³ Hubraum zu einem Preis von 71.300 Franc für das Fahrgestell. Fahrgestell und Motor stammten von der Wolseley Motor Company.
Einen Morris-Léon Bollée fährt der nordchinesische Protagonist in dem Roman  Der Liebhaber aus Nordchina von Marguerite Duras. Der Roman spielt um 1930 im Mekongdelta und in Saigon (Französisch-Indochina).

### Société Nouvelle Léon Bollée (1931–1933)
Nun entstand nur noch ein Modell, der ELB. Er war mit einem Vierzylindermotor mit 1997 cm³ Hubraum ausgestattet. Dieses Modell wurde auch als Lieferwagen hergestellt und nach England exportiert. 
Damals war die Wirtschaftslage wegen der Weltwirtschaftskrise angespannt. Die ebenfalls noch angebotenen Sechs- und Achtzylindermodelle fanden keine Käufer. Es waren vermutlich übriggebliebene Fahrzeuge, die während der Morris-Léon-Bollée-Ära auf Vorrat produziert worden waren.

## Produktionszahlen, soweit bekannt
1903 entstanden 300 Fahrgestelle bzw. komplette Fahrzeuge. 1908 waren es schon 500 Exemplare, und von 1911 bis 1914 jährlich etwa 600. Vom Morris-Léon Bollée 12 CV entstanden in den ersten drei Jahren etwa 1250 Exemplare, vom Sechszylindermodell nur 25 und vom Achtzylindermodell lediglich sechs.